# Rinaldo Alessandrini
Rinaldo Alessandrini (ur. 25 stycznia 1960 w Rzymie) – włoski instrumentalista (klawesyn, fortepian, organy); założyciel i dyrygent włoskiego zespołu muzyki dawnej – Concerto Italiano. Jest uważany za jednego z czołowych interpretatorów wczesnej opery włoskiej.
Współpracował z takimi orkiestrami jak Scottish Chamber Orchestra, Orchestra of the Age of Enlightenment, Freiburger Barockorchester, Orchestra del Maggio Musicale Fiorentino, Orchestra della RAI, L’Orchestra Sinfonica Citta’ di Granada, Orchestra Regionale della Toscana czy Orchestra Toscanini.
Za swe dokonania, zarówno solowe, jak i z zespołem, otrzymał wiele nagród, m.in. Gramophone Awards, Grand Prix du Disque, Der Deutsche Schallplattenpreis, Prix Caecilia, Midem Awards. Przez ministra kultury Francji został mianowany Chevalier dans l’ordre des Arts et des Lettres.
6 kwietnia 2009 wystąpił wraz ze swoim zespołem (Concerto Italiano) na deskach Filharmonii Krakowskiej w ramach festiwalu Misteria Paschalia.